# Leduc 022
Leduc 022 byl francouzský celokovový stíhací středoplošník s kombinovaným pohonem náporovým a kompresorovým proudovým motorem, vybavený příďovým zatahovacím podvozkem firmy Hispano-Suiza.

## Vznik
Projektem 022 reagoval konstruktér R. Leduc na zadání Armée de l'Air, požadující přepadový stíhací letoun, schopný dosahovat rychlosti M = 2, značné stoupavosti, nosit raketovou výzbroj a být nezávislý na rozsáhlejším pozemním vybavení. Musel být tedy schopen vzlétat samostatně a cestovní rychlostí létat bez zažehnutého náporového motoru. Tento požadavek měl plnit zvolený proudový motor SNECMA Atar 101D3 o tahu 28 kN.
Základní koncepce zůstala shodná s předchozími typy Leduc 010, Leduc 016 a Leduc 021. Náporový motor tak tvořil integrální součást trupu kruhového průřezu, v jehož ose bylo vloženo vřetenovité těleso zajišťující anulární vstup do náporového difuzoru. Bylo tvořeno vstupním kuželem, dále obsahovalo pilotní kabinu, pomocná zařízení a palivové nádrže, nesoucí zhruba polovinu paliva. Záď vloženého vřetena byla vytvarována jako prstencové vstupní hrdlo do proudového motoru Atar. Lichoběžníkové křídlo s úhlem šípu 30° bylo na jeho koncích opatřeno vřetenovitými antivibračními vývažky, stejně jako konce ocasních ploch.

## Vývoj

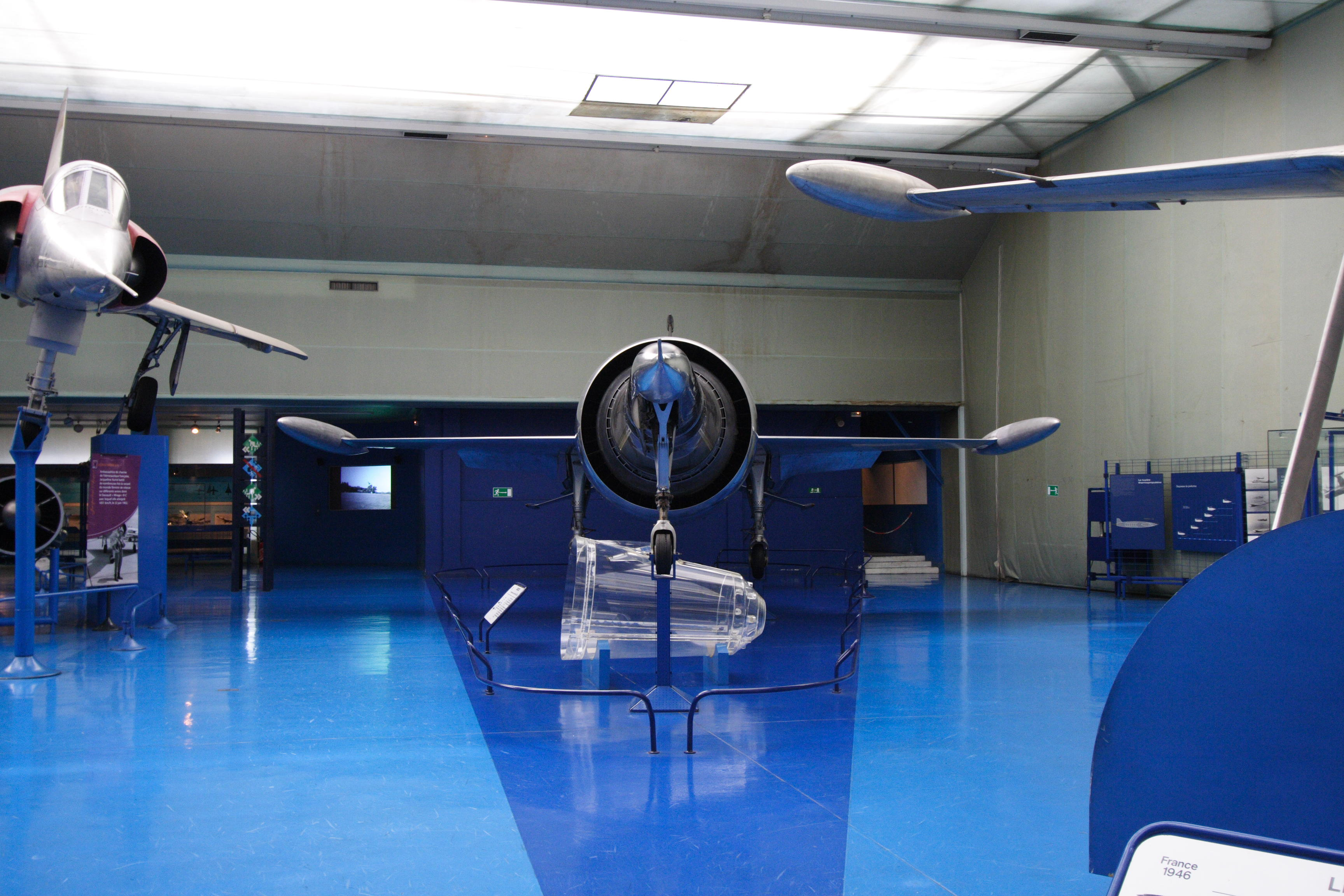
Leduc 022 v Musée de l'air et de l'espace, Paříž Le Bourget, Francie

První prototyp Leduc 022-01 zahájil pojížděcí testy 26. prosince 1956 řízen pilotem Jeanem Serrailem. Následující lety probíhaly pomocí proudového motoru Atar, od 1. června 1957 létal se zažehnutým náporovým motorem s tahem až 60 kN. První prototyp absolvoval celkem 141 letů, za jehož řízením se střídal J. Serrail s pilotem Yvanem Littolffem. Zkoušela se stabilita, vylaďovaly se systémy řízení mezních vrstev i spalování a měřily se výkony.
Poslední let vykonal pilot Littolff 21. prosince 1957, kdy se v závodě v Argenteuil dokončovala stavba prototypu Leduc 022-02. Dva dny nato se při pojíždění vznítilo v trysce nezažehnutého náporového motoru Leduc vyteklé palivo. Požár byl rychle uhašen, poškození bylo jen minimální. Tento incident se stal záminkou pro ukončení státního financování dalšího vývoje a program Leduc 022 byl zrušen, skutečným důvodem však byly rozpočtové potíže.

## Specifikace

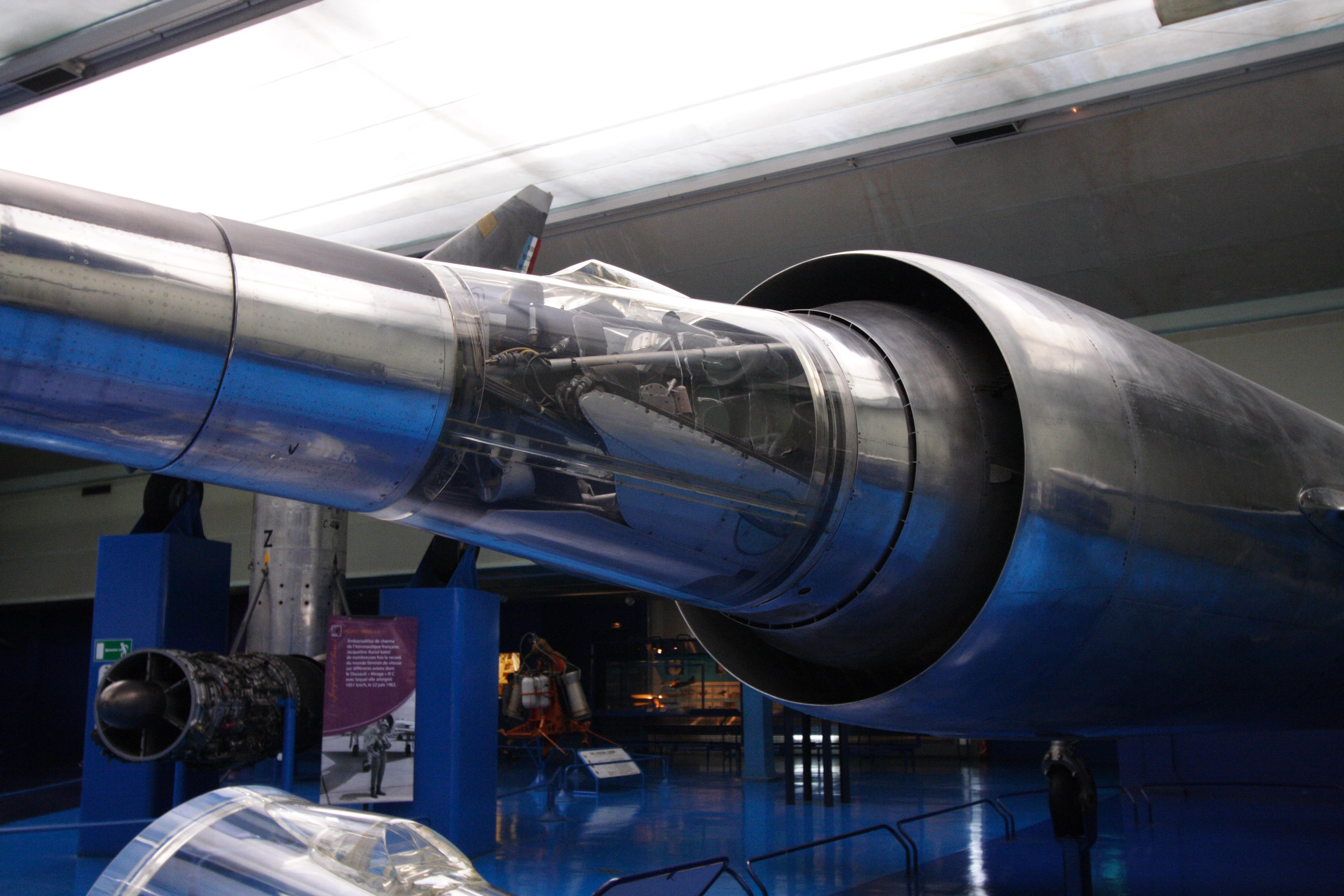
Detail kokpitu letounu Leduc 022

Údaje dle

### Technické údaje
- Osádka: 1
- Rozpětí: 9,96 m
- Délka: 18,20 m
- Výška: 4,86 m
- Nosná plocha: 22,10 m²
- Hmotnost prázdného letounu: 6380 kg
- Vzletová hmotnost: 8975 kg
- Maximální vzletová hmotnost: 9000 kg

### Výkony
- Maximální rychlost: M = 1,05
- Dostup: 8800 m